# Dolomedes chinesus
Dolomedes chinesus là một loài nhện trong họ Pisauridae.
Loài này thuộc chi Dolomedes. Dolomedes chinesus được Ralph Vary Chamberlin miêu tả năm 1924.